# Twisted Pictures
Twisted Pictures ist eine US-amerikanische Film- und Videospielproduktionsgesellschaft. Sie ist Teil von Evolution Entertainment und bekannt für die Saw-Filmreihe und die Serie Anger Management mit Charlie Sheen.
Twisted Pictures wurde 2004 nach dem Kinoerfolg von Saw von den Evolution-Entertainment-Mitarbeitern Mark Burg, Oren Koules und Gregg Hoffman gegründet.
Im Juni 2007 schloss die Firma einen Vertrag mit RKO Pictures über vier Remakes aus deren Fundus ab.
2009 vereinbarte Twisted Pictures die Produktion mehrerer Filme für die Texas-Kettensäger-Massaker-Rechteinhaber Bob Kuhn und Kim Henkel.
Seit dem 28. Juni 2012 produziert das Unternehmen mit der Serienadaption des Films Anger Management auch für das Fernsehen.

## Filmographie
| Jahr | Film                                         | Budget     | Einspielergebnis |
| ---- | -------------------------------------------- | ---------- | ---------------- |
| 2004 | Saw                                          | $1,2 Mio.  | $104,7 Mio.      |
| 2005 | Saw II                                       | $4 Mio.    | $147,7 Mio.      |
| 2006 | Saw III                                      | $10 Mio.   | $164,9 Mio.      |
| 2007 | Saw IV                                       | $10 Mio.   | $139,4 Mio.      |
| 2008 | Catacombs                                    | —          | $2,5 Mio.        |
| 2008 | Saw V                                        | $10,8 Mio. | $113,9 Mio.      |
| 2008 | Repo! The Genetic Opera                      | $8,5 Mio.  | $188,126         |
| 2009 | Saw VI                                       | $11 Mio.   | $68,2 Mio.       |
| 2010 | Saw 3D                                       | $20 Mio.   | $136,2 Mio.      |
| 2011 | Vlog                                         | —          | —                |
| 2010 | The Tortured                                 | —          | —                |
| 2014 | Kidnapped – Die Entführung des Reagan Pearce | —          | —                |
| 2016 | Submerged                                    | $5 Mio.    | —                |
| 2017 | Havenhurst                                   | —          | —                |
| 2017 | Jigsaw                                       | $10 Mio.   | —                |